# Mordellistena altifrons
Mordellistena altifrons es una especie de coleóptero de la familia Mordellidae.

## Distribución geográfica
Habita en Ciscaucasia.